# Худий Конець
Худий Конець (словен. Hudi Konec) — поселення в общині Рибниця, регіон Південно-Східна Словенія, Словенія.